# Oxynoemacheilus panthera
Oxynoemacheilus panthera és una espècie de peix pertanyent a la família dels balitòrids i a l'ordre dels cipriniformes.

## Etimologia
L'epítet panthera fa referència al seu patró de color semblant a les taques i marques de la pell d'un lleopard.

## Descripció
Fa 8 cm de llargària màxima. Cos feblement comprimit als flancs i amb nombroses taquetes de forma irregular i de color blanc groguenc. Aletes dorsal i caudal amb 2-3 fileres de punts. Línia lateral incompleta i acabant al mig del nivell de l'aleta dorsal. 3 parells de barbetes sensorials (1 a les comissures de la boca i els altres dos a l'extrem del musell).

## Hàbitat i distribució geogràfica
És un peix d'aigua dolça, demersal i de clima subtropical (16 °C-24 °C), el qual viu a Àsia: els corrents lents o estancats de fonts i rierols amb substrat de grava o fang de l'Iraq, Síria, el Líban, Israel, Turquia i el Caucas.

## Observacions
És inofensiu per als humans, el seu índex de vulnerabilitat és baix (17 de 100) i les seues principals amenaces són l'extracció d'aigua i la reducció de precipitacions a causa del canvi climàtic. No gaudeix de cap pla de conservació i la Unió Internacional per a la Conservació de la Natura recomana encaridament fer-ne un o bé conservar-lo ex situ per a evitar la seua extinció.